# Cushing-incidens
A Cushing-incidens egy az Egyesült Államok és a Német Birodalom közötti diplomáciai konfliktus volt az első világháborúban, melynek oka egy amerikai kereskedelmi hajó (a Cushing tanker) elleni német légitámadás volt az Északi-tengeren 1915. április 28-án. A német állítások szerint a hajó felségjelzés nélkül haladt, ezért a repülőgép britnek vélte, és több bombát ledobott rá, melyek csak kisebb károkat okoztak benne, emberi életben nem tettek kárt.

## A hajót ért támadás
A New Yorkból Rotterdamba tartó amerikai Cushing tanker 1915. április 28-án nem sokkal 19:00 előtt a Noordhinder világítóhajó közelében járt, 25 mérföldre Antwerpentől, mikor egy német kétfedelű repülőgép közelítette meg. A repülőgép az amerikai beszámolók szerint szűk köröket írt le felette, majd három bombát dobott le rá. Kettő közvetlenül a hajó mellett csapódott a vízbe, vízzel árasztva el a tatfedélzetet illetve az alsó fedélzetet a bal oldalon. A harmadik a hajó korlátját találta el, majd onnan a vízbe esve robbant fel. Ezt követően a láthatóan német felségjelű repülőgép még egy ideig a közelben maradt, majd a holland partok irányába távozott.
A német beszámoló szerint a hajón nem volt észrevehető felségjelzés, ezért intéztek ellene bombatámadást. A ledobott bombák száma a németek szerint nem három, hanem négy volt.

## A diplomáciai incidens
Lars Larsen Herland kapitány Hollandiába érkezve jelentést tett a történtekről, amiről Bryan amerikai külügyminisztert május 1-én értesítette a hágai amerikai követ, Henry van Dyke – az eseményt tévesen április 29-re datálva. Míg az amerikai semlegességet szem előtt tartó Bryan külügyminiszter igyekezett az esetre objektíven tekinteni, és hamar elsimítani, addig Wilson antantbarát tanácsosa, Robert Lansing igyekezett azt eltúlozni, és a Bryannel való levelezésében is azt a hamis állítást fogalmazta meg, hogy a hajót jelentős károk érték a támadás következtében.
A Cushing-incidens után másfél héttel süllyedt el a Lusitania óceánjáró egy tengeralattjáró támadása következtében. Az Egyesült Államok a május 15-ei „első Lusitania-jegyzékben” ennek előzményei között említette a Falaba, a Cushing és a Gulflight esetét is, melyeket az amerikai diplomácia szemében események olyan sorát alkották, amit az USA kormányzata „növekvő aggodalommal, nyugtalansággal és döbbenettel szemlélt.”
A német kormányzat május 28-ai válaszában a Cushing és a Gulflight esetére vonatkozóan biztosította az amerikai felet, hogy távol áll tőle a háborús övezetben, önmagukat minden ellenséges tevékenységtől távol tartó semleges hajókat tengeralattjáró- vagy légi támadásnak kitenni. Sőt a német haditengerészet egységei rendszeresen olyan utasításokat kapnak, hogy az ilyen hajók ellen ne indítsanak támadást, az eddigi ilyen elszigetelt esetek pedig a semleges államok felségjeleivel való brit visszaélésre voltak visszavezethetők Berlin álláspontja szerint. A német kormányzat utalt arra, hogy a korábbi esetek során, mikor egy semleges hajó önhibáján kívüli okok miatt szenvedett kárt német támadások következtében, Németország sajnálatát fejezte ki a szerencsétlen eset miatt, és amennyiben indokolt volt, kártérítést is fizetett, és ennek megfelelően fog eljárni a Cushing és a Gulflight esetében is, ha lezárulnak a vizsgálatok velük kapcsolatban. Ezeknek a vizsgálatoknak eredményeiről pedig értesíteni fogják az amerikai nagykövetséget, szükség esetén ezt az 1907. október 18-ai hágai egyezménynek „a nemzetközi viszályok békés elintézéséről” szóló egyezményének „a nemzetközi vizsgálóbizottságokról” szóló III. része (czime) alapján bővíthetik ki.
Egy június 1-ei üzenetében a német fél elismerte, hogy a kérdéses időpontban és helyszínen egy német repülőgép támadást intézett egy felségjelzésekkel nem rendelkező, de britnek vélt hajó ellen négy bombával. Az eset tisztázásához a német fél arra kérte az amerikait, hogy közvetítsenek irányába minden kapcsolódó információt.
A második Lusitania-jegyzékben az amerikai kormányzat 1915. június 10-ei üzenetében örömmel nyugtázta a német kormányzatnak a Cushing esetével kapcsolatos hozzáállását, és jelezte, hogy a német kormányzat kérésének megfelelően minden rendelkezésére álló anyagot be fog mutatni.

## Függelék

### Korabeli amerikai tudósítások
A New York Times háborús eseményeket összefoglaló kötetében az incidenssel kapcsolatosan a következőket jelentették meg, benne Lars Larsen Herland, a Cushing kapitányának beszámolójával:

„A CUSHING ESETE
Washington, május 1. – Bryan külügyminiszter a mai napon jelentést kapott Henry van Dyke hágai amerikai követtől német repülősök által az amerikai Cushing gőzhajó elleni támadásáról, és ma éjjel azt mondta, hogy ezt a jelentést azonnal továbbítják Gerard berlini nagykövetnek a tájékoztatása céljából. Gerard nagykövet fel fogja hívni a német kormányzat figyelmét az ügyre. A van Dyke követtől érkező jelentés nagyon rövid volt, és a következőképpen szólt:
A rotterdami amerikai konzul jelenti, hogy az amerikai Cushing gőzhajó, Herland kapitány vezetése alatt, petróleumot szállítva tartott New Yorkból Rotterdamba amerikai zászló alatt, és út közben német repülőgépek indítottak ellene támadást a Noordhinder világítóhajó közelében április 29-ének (sic!) délutánján. Három bombát dobtak rá, közülük egy találta el a hajót károkat okozva benne, de áldozatot nem követelve.
---
Lars Larsen Herland, az amerikai Cushing tartályhajó kapitánya Philadelphiába, Pennsylvania, érkezve 1915. május 19-én a következő jelentést tette:
A repülősök szűk köröket tettek a tanker felett, megpróbálva közvetlenül a kémény fölé kerülni azzal a nyilvánvaló szándékkal, hogy bombát dobjanak bele, tönkre téve ezáltal a géptermet.
A megtámadásakor a Cushing körülbelül huszonöt mérföldre volt Antwerpentől és nyolc mérföldre a Noordhinder világítóhajótól. Este 7 órához közelített az idő, de a nap alig érintette a horizontot, és elég fényerő volt ahhoz, hogy a kétfedelű repülőgép pilótája láthassa a „Cushing, New York, United States of America” szavakat, melyek a hajó mindkét oldalára fel voltak festve nyolc láb magas betűkkel, és hogy észrevegye csillagos-sávos lobogót az árbóccsúcson és a hajófar korlátján.
Mikor a léghajó (sic!) az első észlelésekor több ezer láb magasságban volt, de a hajóhoz közeledve veszített a magasságából, és hamarosan már csak 500 láb magasan volt. Hirtelen 300 lábra csapott le a Cushing felett. Majd ezután egy hatalmas robbanás következett, és egy hullám árasztotta el a tatfedélzetet. Egy második bomba a hajó tatját a bal oldalon nagyjából egy lábbal tévesztette el, és egy második hullámot küldött az alsó fedélzetre.
A kétfedelű felcsapott a szélbe, mozdulatlanul lógott pár másodpercig, majd jött a harmadik bomba, mely épp csak súrolta a jobb oldali korlátot, majd a vízbe csapódott.
A léghajó (sic!) pár percig még a közelben kószált, majd a holland partok felé vette az irányt. Fehér zászló díszítette, a közepén egy fekete kereszttel, ami a német légiflotta jelvénye.”

### Német válasz az amerikai jegyzékre
Az első Lusitania-jegyzék utáni diplomáciai üzenetváltások egyik Cushing-incidensre vonatkozó része, melyet 1915. június 1-én továbbított a berlini amerikai nagykövetség Washingtonnak.

„Eddig még nem volt lehetséges vizsgálat révén teljesen felderíteni az amerikai Cushing gőzhajó esetét. Az elérhető hivatalos jelentések szerint csak egy kereskedelmi hajót ért támadás egy német légijármű részéről a Nordhind (sic!) világítóhajó közelében. A német repülő a hajót ellenségesnek találta, és amiatt is ilyennek kellett találnia, hogy nem volt felvonva rajta zászló, és további felismerhető semlegességi jelzése sem volt. A támadást, amit négy bombával hajtottak végre, mindenesetre nem amerikai hajó ellen szándékoztak végrehajtani.
Az azonban nem lehetetlen, hogy a megtámadott hajó az amerikai Cushing gőzös volt, figyelembe véve az időpontot és a helyszínt; mindazonáltal a Német Kormányzat ennek megfelelően arra kéri az Amerikai Kormányzatot, hogy kommunikálja irányába azokat az anyagokat, melyeket az eset megítéléséhez bemutattak, annak érdekében, hogy ezt alapul véve foglalhasson állást az ügyet illetően.”